# سانت اندلين (كورنوال)
سانت اندلين (بالإنجليزية: St Endellion)‏ هي قرية و أبرشية مدنية تقع في المملكة المتحدة في كورنوال.  يقدر عدد سكانها بـ 987 نسمة .